# Nezabylice
Nezabylice (deutsch Neosablitz) ist eine Gemeinde in Tschechien. Sie liegt sechs Kilometer südöstlich des Stadtzentrums von Chomutov und gehört zum Okres Chomutov.

## Geographie
Nezabylice befindet sich im Nordböhmischen Becken am Flüsschen Chomutovka oberhalb der Einmündung der Hačka. Im Südwesten erhebt sich der Holetický vrch (Holetitzer Berg, 333 m). Südlich des Dorfes führt die Staatsstraße I/7 zwischen Chomutov und Postoloprty vorbei; im Zuge des Ausbaus zur Schnellstraße R 7 erfolgte eine Umtrassierung.
Nachbarorte sind Pesvice und Všestudy im Norden, Hošnice und Sušany im Nordosten, Bílence im Osten, Hořenec und Lažany im Südosten, Hrušovany, Denětice und Holetice im Süden, Střezov, Březno und Všehrdy im Südwesten, Droužkovice im Westen sowie Údlice und Přečaply im Nordwesten.

## Geschichte
Die erste schriftliche Erwähnung von Nezabilicz erfolgte im Jahre 1378. In dem Dorf bestanden zu dieser Zeit vier Güter, von denen zwei sowie die Feste den Herren von Schönburg auf Pürstein gehörten. 1431 kam Nezabilicz nach der Güterteilung zwischen Alesch und Wilhelm von Schönburg zu der von letzterem errichteten neuen Herrschaft Neuschönburg. 1445 verkaufte Wilhelm von Schönburg das Dorf an Georg von Maschau. Nachfolgend wechselten die Besitzer des Dorfes mehrfach, zu ihnen gehörte u. a. Jan Jiskra von Plotiště. Um 1540 erwarben die Boreň von Lhota Nezaběhlice. Der Grundherr Peter Boreň wurde 1560 auf der Straße zwischen Schönburg und Klösterle ermordet. Seine Güter wurden unter seinen beiden Töchtern aufgeteilt. Margarethe erhielt Okounov und Benigna Nezabylice. Benigna Boreň von Lhota übertrug ihr Erbe 1577 ihrem Ehemann Ferdinand von Renschberg (Renšpergar z Renšperka). Von diesem erwarb Bohuslav Felix von Lobkowitz und Hassenstein im Jahr darauf Nezabylice und schloss es an seine Herrschaft Komotau an. Margarethe von Plauen, die erste Frau Bohuslav Felix von Lobkowitz, führte in Nezabylice die Reformation ein. 1583 fielen die Güter Bohuslav Felix Sohn Joachim zu. Dieser tauschte die Herrschaft Komotau mit Georg Popel von Lobkowicz gegen Jungbunzlau ein. Der fanatische Katholik Georg Popel begann mit der Rekatholisierung seiner Untertanen und holte zu deren Durchführung die Jesuiten nach Komotau. 1588 schloss er die Herrschaft Komotau an Rothenhaus an. Georg Popel fiel 1594 bei Kaiser Rudolf II. in Ungnade und seine Güter wurden konfisziert. Die Feste Nezabylice wurde 1605 im Zuge der Taxation der Herrschaft Rothenhaus mit Komotau letztmals erwähnt. Im selben Jahre kaufte Adam Herzan von Harras auf Lanškroun die Herrschaft. Nezabylice bestand zu dieser Zeit aus 12 Untertanen.
Der Dreißigjährige Krieg brachte den Niedergang des Dorfes und die Feste erlosch. in der berní rula von 1654 sind für Nezabylice jeweils sieben Bauern und Beisassen sowie vier weitere Untertanen ausgewiesen. Ein Großteil der Wirtschaften lag wüst. Unter den Herzan wurde Nezabylice um 1651 kurzzeitig zu einem selbständigen Gut, das danach an die Herrschaft Líčkov angeschlossen wurde. 1690 wurde Nezabylice zusammen mit Hořenec wieder von Líčkov abgetrennt und erneut eine Gutsherrschaft in Nezabylice errichtet. 1712 wurde das Gut Tschern und das Dorf Zeleč der Gutsherrschaft zugeschlagen. 1714 kauften die Fürsten von Liechtenstein die Herrschaft Nezabylice auf und vereinigten sie mit Rothenhaus. Im Jahre 1780 zerstörte ein Brand neun Bauerngüter und zwei Judenhäuser. 1787 bestand das Dorf aus 21 Häusern und einem Schloss. Zwei Prozent der Bewohner waren Juden. Haupterwerbsquelle bildete die Viehzucht.
Nach der Aufhebung der Patrimonialherrschaften bildete Neosablitz / Nezabylice ab 1850 mit dem Ortsteil Horschenz / Hořenice eine politische Gemeinde im Bezirk Komotau und Gerichtsbezirk Görkau. 1866 wurde aus Horschenz die Cholera eingeschleppt. 1868 wurde der Ort dem Gerichtsbezirk Komotau zugeordnet. Im Jahre 1921 war der Ort überwiegend deutsch besiedelt, etwas über fünf Prozent der Bevölkerung waren Tschechen. In den 1920er Jahren erhielten im Dorf tschechische Neusiedler, vornehmlich Legionäre, Land. 1930 lebten in Neosablitz 622 Menschen, davon waren 28 % Tschechen.
Nach dem Münchner Abkommen wurde die Gemeinde 1938 dem Deutschen Reich zugeschlagen und gehörte bis 1945 zum Landkreis Komotau. Die Güter der tschechischen Siedler wurden beschlagnahmt und die Tschechen zum Wegzug in die verbliebenen tschechoslowakischen Gebiete genötigt. 1939 hatte Neosablitz nur noch 513 Einwohner. Im Oktober 1939 entstand im Hegerhaus ein Arbeitslager, in dem 50 polnische Kriegsgefangene und später 80 Franzosen untergebracht wurden. Zum Kriegsende wurde das Lager zu einem Zwangsarbeiterlager für Ostarbeiter umfunktioniert. Nach dem Zweiten Weltkrieg kam der Ort zur Tschechoslowakei zurück, und die deutschen Einwohner wurden vertrieben. Mit Beginn des Jahres 1981 wurde Nezabylice zusammen mit Hořenice nach Údlice eingemeindet. Seit 1990 besteht die Gemeinde wieder. Die Ortsteile Nezabylice und Hořenec sind heute zu einer Einheit zusammengewachsen.

## Gemeindegliederung
Die Gemeinde Nezabylice besteht aus den Ortsteilen Hořenec, bis 1992 Hořenice (Horschenz) und Nezabylice (Neosablitz). Grundsiedlungseinheit ist Nezabylice.

## Sehenswürdigkeiten
- Jüdischer Friedhof
- Kapelle in Hořenec